# Qionglai Shan
Qionglai Shan (kinesiska: 邛崃山) är en bergskedja i Kina. Den ligger i provinsen Sichuan, i den sydvästra delen av landet, omkring 180 kilometer nordväst om provinshuvudstaden Chengdu.
Genomsnittlig årsnederbörd är 1 157 millimeter. Den regnigaste månaden är juni, med i genomsnitt 202 mm nederbörd, och den torraste är december, med 5 mm nederbörd.